# 仲みどり

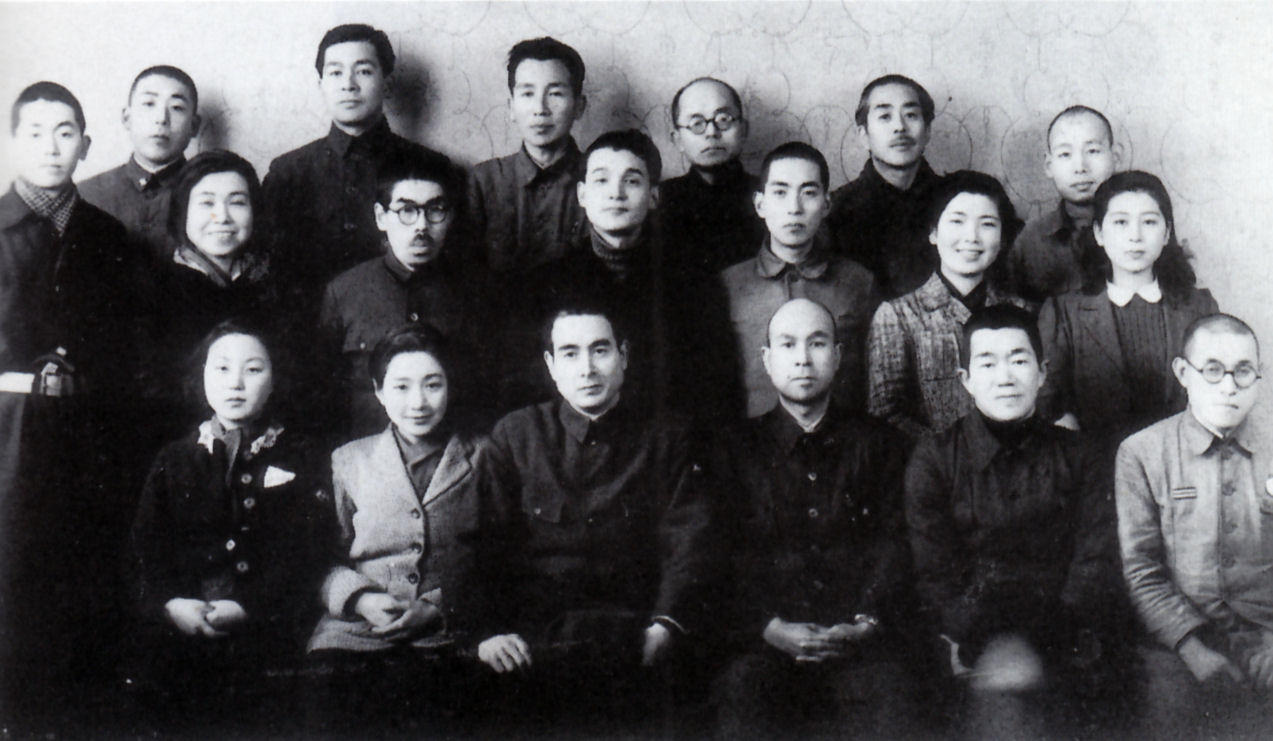
桜隊のメンバーとともに（1945年1月、富士フイルム足利工場公演での記念撮影） / 中列左端が仲。前列左より島木つや子、園井恵子、二人おいて丸山定夫。後列左端が高山象三。

仲 みどり（なか みどり、1909年〈明治42年〉6月19日 - 1945年〈昭和20年〉8月24日）は、昭和時代の新劇女優。太平洋戦争中、移動演劇桜隊に所属し公演先の広島県広島市で原爆投下の被害を受けた。医学的に認定された原爆という核兵器による攻撃の被害を受けた人類史上初の原爆症認定患者としても知られる。

## 来歴・人物
東京府東京市日本橋区区本町（現・東京都中央区日本橋本町）の塗料問屋で近衛騎兵中尉・仲万次郎の三女として生まれる。
仏英和高女（現・白百合学園中学校・高等学校）に進学するが中退。大阪のウヰルミナ女学校（現・大阪女学院中学校・高等学校）を卒業後、浅草の剣劇団「明石潮一座」を経て1931年（昭和6年）、築地小劇場内に設立されたプロット（プロレタリア演劇同盟）研究所に入所。このころ根本松枝と妹の百合子と赤坂溜池に喫茶店「トリオ」を開いており、みどりの左傾は松枝の影響とみられている。
同年劇団東京左翼劇場（のちに東京中央劇場）で新劇女優として初舞台に立つ。東京中央劇場が新協劇団に吸収される形で解散した後は、映画出演、喫茶店の経営、陸軍戦地慰問団への参加などを転々とし、1942年（昭和17年）、丸山定夫らの立ち上げた苦楽座に参加する。苦楽座解散後に丸山が結成した移動演劇桜隊にも参加し全国各地を巡業するが、1945年（昭和20年）8月6日、桜隊として広島市滞在中に原子爆弾が投下されたことによって被害を受けた（桜隊メンバー9名のうち森下ら5名が即死、4名が後に原爆症で死亡）。仲は寮の二階にいたところを被爆したという。（諸説あるが宇品で居合わせた人物の証言がある）裸同然の恰好で京橋川まで避難したところで救助され、宇品の臨時救護所に収容された。

## 死とその後

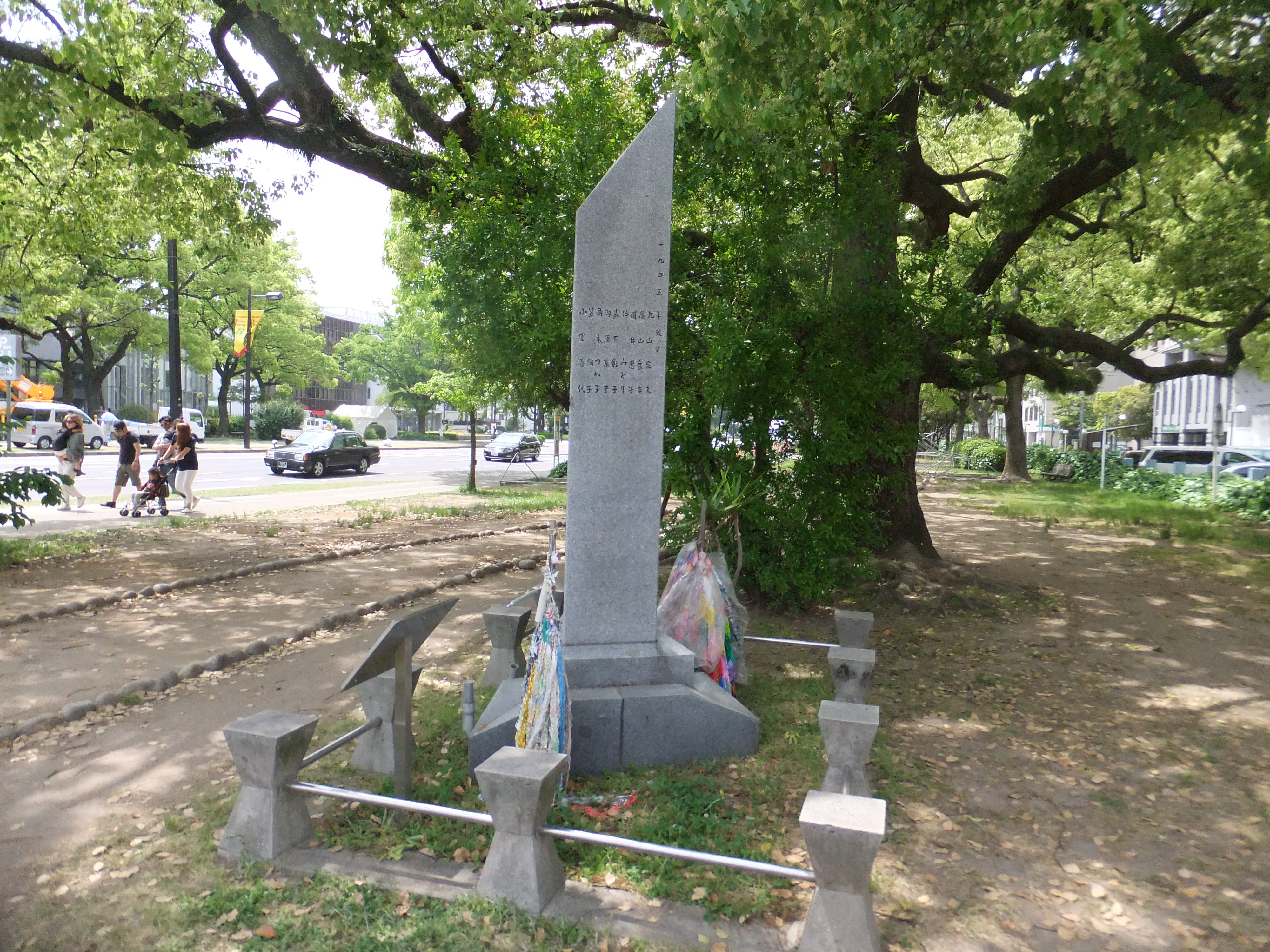
広島平和大通りにある移動演劇さくら隊殉難碑の側面。名前が刻まれている。

原爆投下後、仲は宇品の臨時収容所に避難したが、医療施設が全滅したために手の施しようがない収容所の惨状に危機感を募らせて脱走し、8月8日に復旧した列車で命からがら東京に逃げ帰ってきた。帰宅後、極端な食欲不振と胸の苦痛に悩み、8月16日に東京帝国大学附属病院に入院。同病院には幸運にも放射線医学の権威・都築正男教授がいたため、仲は手厚い看護を受けることが出来たが、背中に出来た肉腫の悪化、脱毛、高熱、下血、胸の苦痛など原爆症の症状は悪化の一途を辿った。白血球数が健常者の1/20の200しかないという常識外の事態も医師たちを困惑させた。しかし、苦痛をやわらげる処置が功を奏したのか、8月24日、仲は安らかに息を引き取った。一緒に被爆した丸山、園井恵子、高山象三（俳優・薄田研二の子）らは苦しみ悶えながら満足な医療を受けられず壮絶な最期を遂げた。
死後1時間にして、家族の了解も取り付けないままに綿密な剖検が行われ、死因は「原子爆弾症」と特定された。これにより、仲は医学上認定された人類史上初の原爆症患者とされる。被爆直後から臨終まで続いた胸部の苦痛の原因となった出血した肺と、機能低下し再生不能性貧血の症状を示す「黄色いバターの色」になった骨髄は、標本として今も同病院に保存されている。
2013年になり、紛失したと考えられていた東京大学病院での仲みどり診療記録（カルテ）の原本の一部とみられる書類が発見されたことが報道された。

## 桜隊遭難の映画化
移動演劇桜隊の遭難を同時代の演劇人の証言などのドキュメンタリーとドラマで再現した新藤兼人監督の映画『さくら隊散る』（1988年制作）において、八神康子が仲を演じている。